# Katja Rost
Katja Rost (* 1976 in Gera) ist eine deutsche Sozialwissenschaftlerin. An der Universität Zürich lehrt und forscht sie als Professorin für Soziologie sowie Privatdozentin für Wirtschaftswissenschaften.

## Werdegang
Rost studierte Soziologie und Kulturwissenschaften an der Universität Leipzig. Sie promovierte 2006 in Betriebswirtschaftslehre mit dem Thema Sozialstruktur und Innovation an der Technischen Universität Berlin. Im Jahr 2010 habilitierte sie mit dem Thema Different Views on Corporate Governance bei Margit Osterloh und erhielt die Venia Legendi in Betriebswirtschaftslehre der Universität Zürich. Im selben Jahr übernahm sie eine Assistenzprofessur in Organisationssoziologie an der Universität Mannheim, ließ sich aber bereits ein Jahr später an die Friedrich-Schiller-Universität Jena als Professorin für Management berufen. Seit 2012 ist sie an der Universität Zürich als ordentliche Professorin für Soziologie mit den Schwerpunkten Wirtschafts- und Organisationssoziologie angestellt.

## Forschung
Katja Rosts Forschungsschwerpunkte liegen im Bereich der Wirtschafts- und Organisationssoziologie, der digitalen Soziologie, sozialer Netzwerke und Diversität und Reproduktionsforschung. Sie ist Mitglied des Universitätsrats der Universität Luzern, Präsidentin der Gleichstellungskommission der Universität Zürich und stellvertretende Vorsitzende des «Center for Higher Education and Science Studies».
Neben den wissenschaftlichen Publikationen schrieb Katja Rost von 2017 bis 2020 monatlich eine Gastkolumne für die NZZ am Sonntag. 2016 schrieb sie ebenfalls monatlich eine Kolumne für den SonntagsBlick.